# Neoculladia
Neoculladia là một chi bướm đêm thuộc họ Crambidae.